# هایزویل (کنتاکی)
هایزویل (به انگلیسی: Hiseville) یک منطقهٔ مسکونی در ایالات متحده آمریکا است که در شهرستان برن، کنتاکی واقع شده‌است. هایزویل ۱٫۹ کیلومتر مربع مساحت و ۲۴۰ نفر جمعیت دارد و ۲۱۴ متر بالاتر از سطح دریا واقع شده‌است.